# Canthium monstrosum
Canthium monstrosum là một loài thực vật có hoa trong họ Thiến thảo. Loài này được (A.Rich.) Merr. mô tả khoa học đầu tiên năm 1928.